# Gerbillus perpallidus
El Gerbillus perpallidus es una especie de roedores perteneciente a la familia muridae. Se distribuye principalmente por el noroeste de Egipto. En España se conoce con el nombre de jerbo azul. Tiene el pelaje de color naranja rojizo , con la barriga azul blanca y con las patas anteriores y manos grises. Las orejas no tienen pigmentación y las plantas de las patas son peludas, lo que es característico de jerbos de los desiertos.
Tienen de media entre 22 a 27 cm de longitud, y pesan entre 26 a 49 grámos.

## Como mascotas
El jerbo azul, es recomendado como una buena segunda especie para personas con experiencia en cuidar otros jerbos como el gerbillo de Mongolia.